# Артур Бетербиев — Дмитрий Бивол II
Артур Бетербиев — Дмитрий Бивол — боксёрский матч-реванш, который состоялся 22 февраля 2025 год на арене Venue Riyadh Season (6 тысяч зрителей) в Эр-Рияде (Саудовская Аравия).
Бой называли «поединком года».
Результаты первого матча между соперниками, который также состоялся в Эр-Рияде 12 октября 2024 года и победа в котором была присуждена Бетербиеву, вызвали много разногласий в боксёрском мире. Команда Бивола в тот же день выразила желание провести реванш.
Бой продолжался все отведенные на него 12 раундов. Победа в матче-реванше была присуждена Биволу решением большинства судей. Дмитрий стал обладателем четырёх поясов. Поражение стало первым в профессиональной карьере Бетербиева.

## Перед боем
Преимуществом Бивола был его возраст — он на 6 лет моложе своего соперника (34 против 40).
По словам Бетербиева, накануне предыдущего боя он был не в лучшей форме, так как незадолго до него перенёс операцию на колене. Теперь же он чувствует себя намного лучше.
Мнения по поводу исхода будущего боя разделились. Целый ряд известных специалистов (тренер Бетербиева канадец Марк Рэмси, промоутеры Френк Уоррен и Эдди Хирн, британский боксёр Карл Фроч, американец Теофимо Лопес, российский боец смешанных единоборств Анатолий Малыхин) считали, что победу должен одержать Бетербиев. В то же время немало специалистов отдавали предпочтение Биволу. Среди них американский тренер Тедди Атлас, американский боксёр Дэвид Бенавидес, британский боксёр Тони Белью и другие.
Гонорары Бетербиева и Бивола удвоены по сравнению с предыдущим боем — каждый из боксёров получил минимум 20 млн долларов. В случае победы Бивола планировалось провести третий бой. Бетербиев являлся одним их двух действующих абсолютных чемпионов мира по боксу. Вторым является японский легковес Наоя Иноуэ.
Первоначально предполагалось провести бой, как и предыдущий, на стадионе Kingdom Arena вместимостью 25 тысяч человек, но затем поединок перенесли на меньшую арену для «создания более благоприятной атмосферы».
Для продвижения боя компания «BigTime Creative Shop» выпустила промо-фильм «The Last Crescendo» (с англ. — «Последнее крещендо»), созданный в стиле оперы. Саундтрек специально для фильма написан известным композитором Филипом Кеем. Для оценки боя была создана система с искусственным интеллектом, решение которой не учитывалось при вынесении вердикта.

## Андеркард
В андеркарде поединка состоялись 8 поединков. В супертяжёлом весе новозеландец Джозеф Паркер взял верх над конголезцем Мартином Баколе. Супертяжеловес Агит Кабайел (Германия) одолел Чжана Чжилэя (Китай) и завоевал пояс временного чемпиона WBC. Американский легковес Шакур Стивенсон и оказался сильнее британца Джоша Пэдли. Бой чемпиона WBC в среднем весе доминиканца Карлоса Адамеса и британца Хамзы Шираза не выявил победителя. Временный чемпион мира по версии WBC в 1-й средней весовой категории американец Верджил Ортис одолел представителя Узбекистана Исраила Мадримова. В споре британцев Джошуа Буатси и Каллума Смита за титул временного чемпиона мира по версии WBO в полутяжёлом весе единогласным решением судей победил последний. Зияд Алмааюф победил Родриго Гомеса де Оливейро. Мохамед Алакел взял верх над Энджелом Гомесом.

## Ход поединка
Реванш так же как и первый бой получился конкурентный и близкий. Бетербиев начал бой интенсивней чем в первом бою — выбрасывал больше ударов. Стартовое давление и многоударность заставила Бивола пятиться и прижиматься к канатом, однако он был значительно точнее чемпиона. В 4-м раунде ход боя поменялся и работа по корпусу от чемпиона начала приносить ощутимые плоды. Бивол замедлился, начал пропускать на ближней. Отрезок с 4-го по 6-й раунды контролировались чемпионом, а Бивол ушел в глухую защиту и велосипедил. В 7-м и последующих раундах Бивол сумел выровнять ход боя и перед чемпионскими раундами вышел вперёд. В этом отрезке было видно, что чемпион замедлился, снизилась количество ударов и активность, он стал полагаться на одиночный удар. Чемпионские раунды прошли в равной борьбе, где 10-й и 12-й близко были отданы чемпиону, 11-й же забрал Бивол. По итогам 12 раундов Бетербиев конкурентно уступил титулы Биволу. Судьи отдали победу большинством голосов претенденту: 114—114, 115—113 и 116—112. Оба выразили готовность провести третий бой.

## Статистика ударов
Статистика CompuBox показала солидное преимущество Бивола по всем основным показателям: Бивол был точнее (170—121) как в джебах (85-43) так и силовых (85-78). Только удары в корпус остались за бывшим чемпионом (52-42).